# Florence Ballin Cramer
Florence Ballin Cramer (* 13. Dezember 1883 in Brooklyn, New York; † 15. Juli 1962 ebenda) war eine amerikanische Malerin und Druckgrafikerin.

## Leben
Florence Julia Ballin wurde am 13. Dezember 1883 in Brooklyn geboren. Bereits im Alter von elf Jahren erhielt sie eine künstlerische Ausbildung. Nach dem frühen Tod ihres Vaters reiste sie mit ihrer Mutter und ihrem Bruder nach Europa, um ihre Ausbildung fortzusetzen. Zurück in New York schloss sie die Highschool ab und begann im Jahr 1902 ein Studium an der Art Students League of New York, unter anderem bei Frank Vincent DuMond und Frederick Coffay Yohn. Im Sommer 1909 nahm sie an der Sommerlandschaftsschule der Art Students League in Woodstock teil. Dort malte sie bei Lovell Birge Harrison und John Carlson und lernte andere junge Künstler kennen. 1910 unternahm sie eine Reise nach Europa, um Museen zu besuchen und Künstlerateliers aufzusuchen.
1911 ließ sie sich mit ihrem Ehemann, dem Maler Konrad Cramer, dauerhaft in Woodstock nieder. 1914 und 1917 kamen ihre beiden Töchter zur Welt. Ab 1918 erweiterte sie ihre Geschäftstätigkeiten. Zunächst eröffnete sie 1919 in Manhattan die „Florence Gallery“, danach betrieb sie in Woodstock ein Antiquitäten- und Kunstbuchgeschäft. In den 1920er- und 1930er-Jahren stellte sie regelmäßig in bedeutenden Galerien in New York und Philadelphia sowie bei Ausstellungen der Woodstock Artists’ Association aus. 1939 erlitt sie einen schweren Autounfall mit Schädelverletzungen, der einen längeren Krankenhausaufenthalt erforderlich machte. Sie verstarb am 15. Juli 1962 in Brooklyn.

## Werk
Florence Ballin Cramer arbeitete hauptsächlich mit Öl auf Leinwand, gelegentlich auch mit Gouache auf Papier. Sie schuf Landschaften, Stillleben, Porträts und Aktbilder. Ihre Farbpalette war kräftig und warm-poetisch mit tiefen Grün-, Rot- und Erdtönen sowie klaren Grau- und Weißnuancen. Kritiker lobten ihre „technisch flüssige, gestalterisch feine Präsentation“, die „durchdringende Leuchtkraft selbst in Schwarz- oder Herbstfarben“ sowie ihre emotionale Reaktion auf die Landschaft ihrer Umgebung. Sie war Teil der Woodstock-Schule, deren „Studio Movement“ sich durch handfeste, stimmungsbefangene Landschafts- und Interieurszenen auszeichnete. Zudem engagierte sie sich gemeinsam mit ihrem Ehemann für amerikanische Volkskunst: Sie sammelte und verkaufte Möbel, Stoffe und andere Objekte und fertigte beispielsweise um 1923 eine bestickte Landschaft an.